# Furby

Furby, ausgestellt im Museum Angewandte Kunst, Frankfurt am Main

Furby (abgeleitet von englisch fur ‚Fell‘) ist ein elektronisches Spielzeug, das von dem Unternehmen Tiger Electronics erfunden wurde und seit 1998 weltweit durch das Unternehmen Hasbro vertrieben wird. Im Aussehen ähnelt es einer Mischung aus einer Maus, einer Katze und einer Eule oder Fledermaus.

## Funktionalität
Das Plüschtier ist versehen mit Bauch-, Rücken-, Geräusch-, Licht- und Bewegungssensoren, außerdem einem Sensor im Mund. Mit diesen Sensoren kann es unterscheiden, ob es gekitzelt oder gestreichelt wird, ob man mit ihm spricht oder es in der Luft bewegt. Furby kann darauf mit Augen- und Ohrenwackeln reagieren, den Mund bewegen, Geräusche von sich geben, tanzen, singen und Worte sprechen. Auf seinem Sprachchip sind rund 800 Wörter in der Sprache des Landes gespeichert, in dem der Furby jeweils vertrieben wird, sowie etwa 200 Wörter auf „Furbisch“, der erfundenen Sprache der Furbys. Die nicht-furbischen Wörter werden jedoch erst nach und nach in den vier verschiedenen Entwicklungsstadien freigegeben. Diese werden nach mehrstündigem Spielen und Füttern erreicht. Ein Furby kann zwar krank werden, stirbt jedoch niemals. Es gibt eine „Reset“-Funktion, die ihn alles Erlernte „vergessen“ lässt.

## Geschichte
Die erste Generation der Furbys besaß eine Infrarotschnittstelle, die es ihr ermöglichte, mit anderen Furbys zu kommunizieren. Die Furbys schienen miteinander zu reden und sich gegenseitig Lieder vorzusingen, sie konnten sich aber auch bei einem anderen Furby mit einer Krankheit „anstecken“. Die Schnittstelle machten sich Hacker zunutze, um diese Funktion mit Hilfe einer programmierbaren Fernbedienung auszulösen.
Im Jahre 1999 wurde dann die Baby-Furby-Reihe eingeführt. Diese Furbys waren kleiner und lernten schneller sprechen. Sie hatten jedoch keine Füße, mit denen sie tanzen konnten.
In den ersten drei Jahren wurde 40 Millionen Furby verkauft.
Die Nachfolgegeneration aus dem Jahr 2005 war wesentlich größer als die bisherigen, hier fehlte die Infrarot-Schnittstelle. Deren Funktionen wurden jetzt über Spracherkennung abgewickelt, und die Furbys konnten dem Benutzer auf einfache Fragen zufällige Antworten geben. Außerdem wurde auch eine weitere Furby-Baby-Generation auf den Markt gebracht, die im Gegensatz zu ihren Vorgängern vergleichsweise wenig auf ihre Umwelt reagiert.
2012 wurde die „Furby 2012 Edition“ vorgestellt. Dabei handelt es sich um eine von Grund auf neu entwickelte Generation des Spielzeugs, im Zuge derer z. B. digitale Augen eingeführt wurden. Außerdem haben die Entwickler die Software so angepasst, dass Furbys ihre Persönlichkeit verändern und auf andere Furbys reagieren können. Die Furby 2012 Edition kann man mit einer iOS- bzw. Android-App füttern und singen lassen. Außerdem besteht die Möglichkeit, die „furbischen“ Wörter zu übersetzen. Das Spielzeug wurde zunächst exklusiv bei Walmart in den USA verkauft. In Deutschland erschien es am 14. Februar 2013. Angeboten wurden 10 Varianten, je 5 Hot Color und Cool Color. Special Editions gibt es in den Varianten Cotton Candy, Orang Utan, Lagoona, Starry Night, Rain Cloud und Punk Pink. Seit 2013 gibt es die Farben Rot-Schwarz, Gelb-Türkis, Rosa-Gelb und Türkis-Pink. Insgesamt kann der Furby über 800 Wörter im Verlauf seiner Entwicklung lernen.
Ab 2014 war die neue Version „Furby Boom“ auf dem Markt und in 10 verschiedenen Designs erhältlich. Unter anderem beherrschte diese Version mit passender App Toilettengänge und das Duschen. Der „Furby Boom“ kennt unter anderem verschiedene Ausdrücke auf Furbisch, z. B. „Kah ey ey uh nei!“, und auf Deutsch, z. B. „Was machst’n du?“ Manchmal werden Deutsch und Furbisch gemischt. Wie bereits der Furby 2012 verändert „Furby Boom“ seine Persönlichkeit, je nachdem, wie man ihn behandelt. Ein Furby Boom, der sehr viel Musik hört, entwickelt sich zum Beispiel anders, als einer, der sehr viel isst. Mit Apps konnten virtuelle Eier ausgebrütet bzw. reale „Furblinge“ erworben werden, die mit dem Boom kommunizieren konnten, aber nicht ohne einen Boom funktionierten. Furblinge sind nicht beweglich. Ferner gab es „Furby Party Rockers“ in verschiedenen Designs, die mit dem Furby Boom kommunizieren können. Sie reagieren ebenfalls auf Sprache, Berührung und Musik. Party Rocker sprechen nur furbisch und ändern ihre Persönlichkeit nicht.
2016 wurde „Furby Connect“ veröffentlicht, mit farbigen LCD-Augen. Am 22. Juni 2023 kündigte Hasbro die Rückkehr der Furby-Reihe mit „5 sprachaktivierten Modi“ und „über 600 Antworten“ an, die seit 15. Juli 2023 erhältlich ist. Er ist in drei Varianten erhältlich: Purple, Coral und Special Edition Tye-Dye (nur Frankreich, Großbritannien und Irland). Im Gegensatz zu Furby Connect und Furby Boom können sie keine Verbindung zu einer App herstellen und verfügen anstelle von LCD-Augen nur über gezeichnete Augen. Der neue Furby hat leuchtende Ohren, reagiert auf Streicheln, Schütteln und Füttern und wird außerdem mit gebündeltem Zubehör (Halskette mit Perlen und Kamm) geliefert.

## Trivia
Furbys durften mit Beschluss von 1999 wegen Sicherheitsbedenken der National Security Agency nicht in deren Gebäuden benutzt werden; die NSA befürchtete eine illegale Überwachung und Aufzeichnung von sicherheitsrelevanten Informationen. Sicherheitsforscher haben herausgefunden, dass das Mikrofon eines Furby Connect aus der Ferne aktiviert und zur Sprachaufzeichnung über eine Bluetooth-Verbindung verwendet werden kann.
Es existiert auch ein 2005 veröffentlichter Furby-Film namens Abenteuer auf Furby Island (Furby Island), der seit 2006 auch in deutscher Sprache auf DVD erhältlich ist.
Das Aussehen eines Furbys hat große Ähnlichkeit mit dem Aussehen der Figur Gizmo aus dem Film Gremlins – Kleine Monster. Dies führte zu einem Rechtsstreit zwischen der Filmproduktionsfirma Warner Bros. und Hasbro, der ein Redesign und die Zahlung einer siebenstelligen US-Dollar-Summe von Hasbro an Warner Bros. erforderlich machte.